# برونو سزار
برونو سزار کوریا (به پرتغالی: Bruno César Correa) (زادهٔ ۲۲ مارس ۱۹۸۶) بازیکن فوتبال در پست مهاجم اهل برزیل است.

## باشگاهی
وی در فصل ۲۰۱۱ در تیم بانانتس با ۱۶ گل در ۲۶ بازی به مقام آقای گلی لیگ برتر ارمنستان دست یافت.

### آمار باشگاهی در ایران
- آمار گلزنی

| باشگاهی | باشگاهی       | باشگاهی  | لیگ  | لیگ | جام      | جام      | قاره | قاره | مجموع | مجموع |
| فصل     | باشگاه        | لیگ      | بازی | گل  | بازی     | گل       | بازی | گل‌   | بازی  | گل‌    |
| ایران   | ایران         | ایران    | لیگ  | لیگ | جام حذفی | جام حذفی | آسیا | آسیا | مجموع | مجموع |
| ------- | ------------- | -------- | ---- | --- | -------- | -------- | ---- | ---- | ----- | ----- |
| ۱۳۹۰–۹۱ | سپاهان اصفهان | لیگ برتر | ۱۴   | ۷   | ۰        | ۰        | ۷    | ۵    | ۲۱    | ۱۲    |

- پاس‌های گل

| فصل     | تیم           | پاس گل |
| ------- | ------------- | ------ |
| ۱۳۹۰–۹۱ | سپاهان اصفهان | ۲      |

## افتخارات
باشگاهی
- قهرمانی در لیگ برتر فوتبال ایران ۹۱-۱۳۹۰ به همراه تیم سپاهان اصفهان